# Giorgio Manganelli
Giorgio Manganelli   (Milà, 15 de novembre de 1922 - Roma, 28 de maig de 1990) fou un periodista italià, escriptor d'avantguarda, traductor i crític literari. Nascut a Milà, fou un dels líders del moviment literari d'avantguarda a Itàlia els anys seixanta. Va ser un escriptor barroc i expressionista. Manganelli traduí Edgar Allan Poe, T. S. Eliot, Henry James, Eric Ambler, O. Henry, Ezra Pound, Robert Louis Stevenson, Manfred de Byron i altres a l'italià. El 1964 publicà una obra experimental de ficció, Hilarotragoedia, i formà part del moviment d'avantguarda Gruppo 63 (Grup 63). Centuria, amb la qual guanyà el premi Viareggio, n'és probablement la novel·la més accessible. Agli dei ulteriori comprèn una col·lecció de peces curtes incloent-hi un intercanvi de cartes entre Hamlet i la princesa de Clèveris i conclou amb un discurs sobre la dificultat de comunicació amb els morts. Giorgio Manganelli va morir a Roma el 1990.

## Obra
- Hilarotragedia (1964, n.ed. 1987)
- La letteratura come menzogna (1967, n.ed. 1985)
- Nuovo commento (1969, n.ed. 1993)
- Agli dèi ulteriori (1972, n.ed. 1989)
- Lunario dell'orfano sannita (1973, n.ed. 1989)
- Cina e altri orienti (1974)
- In un luogo imprecisato (1974)
- A e B (1975)
- Sconclusione (1976)
- Pinocchio: un libro parallelo (1977, n.ed. 2003)
- Cassio governa a Cipro (1977)
- Centuria: cento piccoli romanzi fiume (1979, n.ed. 1995)
- Amore (1981)
- Angosce di stile (1981)
- Discorso dell'ombra e dello stemma (1982)
- Dall'inferno (1985, n.ed. 1998)
- Tutti gli errori (1986)
- Laboriose inezie (1986)
- Rumori o voci (1987)
- Salons (1987, n.ed. 2000)
- Improvvisi per macchina da scrivere (1989)
- Antologia privata (1989)
- Encomio del tiranno (1990)
- La palude definitiva (1991)
- Il presepio (1992)
- Esperimento con l'India (1992)
- Il rumore sottile della prosa (1994)
- La notte (1996)
- Le interviste impossibili (1997, but 1975)
- De America (1998, ed. L.Scarlini)
- Contributo critico allo studio delle dottrine politiche del '600 italiano (1999, ed. P.Napoli)
- Il vescovo e il ciarlatano (2001, ed. E.Trevi)
- La penombra mentale. Interviste e conversazioni 1965–1990 (2001, ed. R.Deidier)
- L'infinita trama di Allah. Viaggi nell'Islam 1973–1987 (2002, ed. G.Pulce)
- L'impero romanzesco (2003, ed. V.Papetti)
- UFO e altri oggetti non identificati (2003, ed. R.Manica)
- Il romanzo inglese del Settecento (2004, ed. V.Papetti)
- La favola pitagorica. Luoghi italiani (2005, ed. A.Cortellessa)
- Tragedie da leggere. Tutto il teatro (2005, ed. L.Scarlini)
- L'isola pianeta e altri settentrioni (2006, ed. A.Cortellessa)
- Poesie (2006, ed. D.Piccini)
- Un'allucinazione fiamminga (2006, ed. G.Pulce)
- Mammifero italiano (2007, ed. M.Belpoliti)
- Vita di Samuel Johnson (2008)
- Circolazione a più cuori. Lettere familiari (2008)
- Ti ucciderò, mia capitale (2011, ed. S.S.Nigro)

### Traduït al català
- L'aiguamoll definitiu, traducció de Carme Arenas

## Premis
- 1979 Viareggio Premi de Literatura per Centuria